# 広島県道52号世羅甲田線
広島県道52号世羅甲田線（ひろしまけんどう52ごう せらこうだせん）は、広島県世羅郡世羅町から安芸高田市に至る県道（主要地方道）である。

## 概要
世羅郡世羅町賀茂から安芸高田市甲田町上甲立を結ぶ。江戸時代にはこの道筋を浜田藩・長州藩（毛利藩）などが江戸や大坂と地元（石見国や長州）を結ぶ近道として用いていたことから、沿線では「御通筋」といわれていたこともある。

### 路線データ
- 起点：広島県世羅郡世羅町賀茂（国道432号交点）
- 終点：広島県安芸高田市甲田町上甲立・高宮分れ交差点（国道54号〔国道183号重用〕・広島県道・島根県道4号甲田作木線交点）
- 総延長：約27.1 km

## 歴史
- 1993年（平成5年）5月11日 - 建設省から、県道世羅甲田線が主要地方道に指定される[1]。
- 2005年（平成17年）6月1日 - 安芸高田市の区間（広島県道37号広島三次線重用区間を除く）における県道の管理権限が広島県から安芸高田市へ移譲される[2]。

## 路線状況

### 重複区間
- 広島県道28号吉舎豊栄線（世羅郡世羅町小国 地内）
- 国道375号（三次市三和町上壱 - 三次市三和町敷名・敷名市交差点）
- 広島県道37号広島三次線（安芸高田市甲田町高田原・三和分かれ交差点 - 甲立駅口交差点）

## 地理

### 通過する自治体
- 世羅郡世羅町
- 三次市
- 安芸高田市

### 交差する道路
| 交差する道路                                               | 市町村名   | 市町村名   | 交差する場所           | 交差する場所               |
| ---------------------------------------------------------- | ---------- | ---------- | ---------------------- | -------------------------- |
| 国道432号                                                  | 世羅郡     | 世羅町     | 賀茂                   | 起点                       |
| 広島県道409号津口国兼線                                    | 世羅郡     | 世羅町     | 津口                   |                            |
| 広島県道407号徳市津口線                                    | 世羅郡     | 世羅町     | 津口                   |                            |
| 広島県道28号吉舎豊栄線 重複区間起点 広島県道45号三次大和線 | 世羅郡     | 世羅町     | 小国                   | 小国南交差点               |
| 広島県道28号吉舎豊栄線 重複区間終点                        | 世羅郡     | 世羅町     | 小国                   |                            |
| 国道375号 重複区間起点                                     | 三次市     | 三次市     | 三和町上壱（かみいち） |                            |
| 国道375号 重複区間終点                                     | 三次市     | 三次市     | 三和町敷名             | 敷名市（しきないち）交差点 |
| 広島県道63号三次三和線                                     | 三次市     | 三次市     | 三和町羽出庭           |                            |
| 広島県道438号羽出庭向原線                                  | 三次市     | 三次市     | 三和町羽出庭           |                            |
| 広島県道440号羽出庭三良坂線                                | 三次市     | 三次市     | 三和町羽出庭           |                            |
| 広島県道37号広島三次線 重複区間起点                        | 安芸高田市 | 安芸高田市 | 甲田町高田原           | 三和分かれ交差点           |
| 広島県道37号広島三次線 重複区間終点                        | 安芸高田市 | 安芸高田市 | 甲田町高田原           | 甲立駅口交差点             |
| 国道54号 国道183号 重複 広島県道・島根県道4号甲田作木線    | 安芸高田市 | 安芸高田市 | 甲田町上甲立           | 高宮分れ交差点 / 終点      |

### 主な峠
- 馬通峠（まとおしとうげ） - 三次市・安芸高田市境（かつては備後国と安芸国の境界だった）